# Ivan Šarić (šahist)
Ivan Šarić, hrvaški šahist, * 17. avgust 1990, Split, SR Hrvaška, SFRJ.
Naslov IM je pridobil leta 2007, naslov velemojstra pa leta 2008. Zmagal je na mladinskem evropskem šahovskem prvenstvu do 18 let leta 2007 in leta 2008 na mladinskem svetovnem prvenstvu v šahu do 18 let. Leta 2018 je Šarić zmagal na posamičnem evropskem šahovskem prvenstvu v Batumi z oceno 8,5/11 točk. Zmagal je tudi na hrvaškem šahovskem prvenstvu v letih 2009 in 2013 ter imel opazno zmago nad Magnusom Carlsenom, ki jo je dosegel na šahovski tekmi na olimpijskih igrah leta 2014.